# Kâthiâwar
Le Kâthiâwar (en goudjerati : કાઠિયાવાડ (kāṭhiyāvāḍ)), également connu sous le nom de Saurashtra, est une péninsule située en Inde occidentale et qui fait partie de l'État du Gujarat. Elle est limitée au nord par le Rann de Kutch, bordée au nord-ouest par le golfe de Kutch, à l'ouest et au sud par la mer d'Arabie, enfin au sud-est et à l'est par le golfe de Cambay.

## Géographie

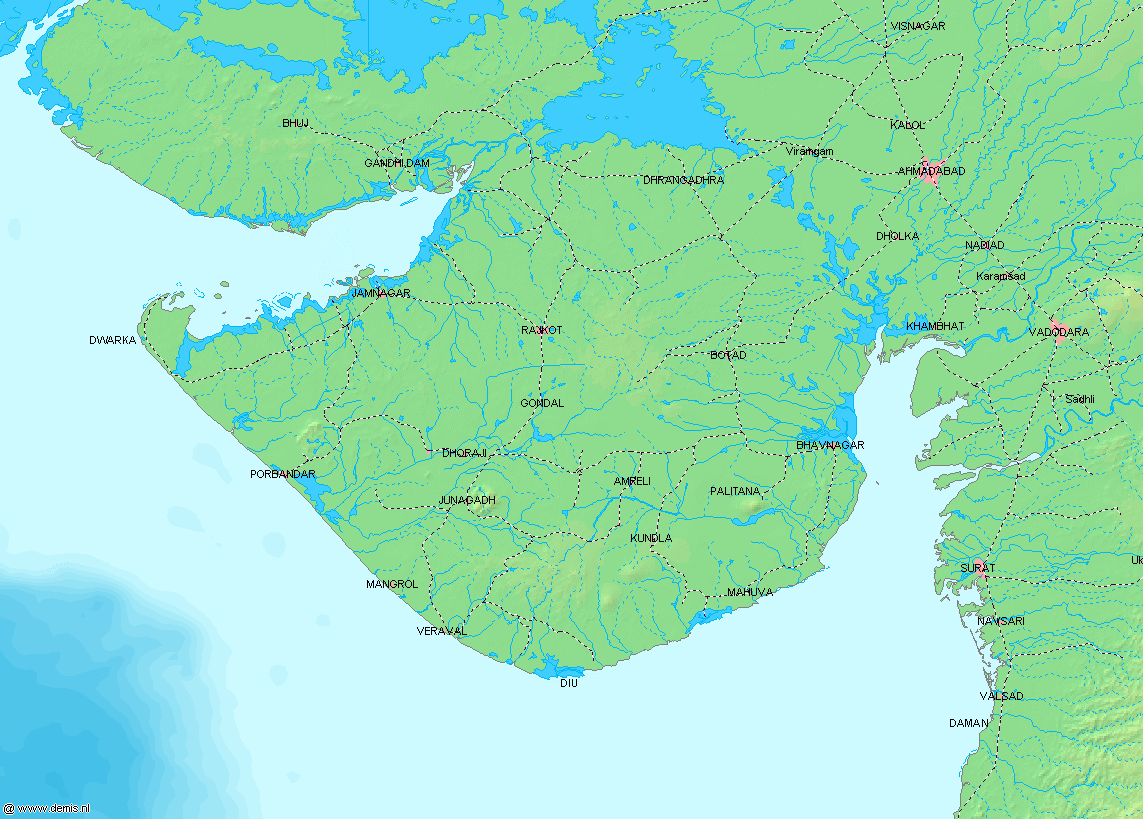
Carte du Kâthiâwar.

Une chaîne de collines basses, les Gir Hills, occupe la partie centrale du sud de la péninsule, elle comporte son plus haut sommet culminant, le Girnar (1 117 m).
Le parc national de Gîr situé dans les collines forestières autour du Gîrnar, est le sanctuaire des derniers lions d'Asie (Panthera leo persica dont la population est estimée à 250 individus) vivants dans un habitat naturel et dont l'aire s'étendait autrefois aussi dans le sud-est de l'Europe, en Afrique du Nord, au Moyen-Orient.
On trouve d'autres parcs nationaux dans le Kâthiâwar, comme le Parc national de Velavadar sur le golfe de Cambay et le Parc national marin sur le golfe de Kutch près de Jamnagar.

## Démographie
Les villes principales du Kâthiâwar sont :
- Jamnagar sur le golfe de Kutch,
- Râjkot au centre de la péninsule,
- Bhavnagar sur le golfe de Cambay,
- Porbandar sur la côte occidentale.

On trouve aussi, à l'extrême-ouest de la péninsule, la ville sainte de Dwarka.

Diu, une ville-île autrefois partie de l'Inde portugaise et maintenant partie du territoire indien de Daman et Diu, se trouve sur la côte du sud du Kâthiâwar.

## Histoire
La péninsule abrite un site de la civilisation de la vallée de l'Indus, Lothal à l'embouchure de la Sabarmati, ainsi que le site de Somnâth où Krishna aurait été, d'après la légende, blessé à mort et où s'élevaient plusieurs temples célèbres pillés et rasés par Mahmûd de Ghaznî au début du XIe siècle, reconstruits puis pillés et rasés à nouveau par deux fois au cours de raids musulmans en 1394 et 1706.
Avant l'indépendance de l'Inde en 1947, la majeure partie du Kâthiâwar était divisé en de nombreux États princiers, dirigés par des potentats locaux qui avaient reconnu la souveraineté britannique en échange de leur autonomie locale. Le reste de la péninsule, principalement à l'est le long du golfe de Cambay, faisait partie de l'État de Bombay.
Depuis l'indépendance et à l'occasion de la Partition, le Kâthiâwar est devenu une région indienne, bien que le nawâb musulman de Junâgadh ait cherché à intégrer le Pakistan. Après intervention de l'armée indienne, le Junâgadh s'est incliné mais le Pakistan maintient toujours ses prétentions sur le territoire.
Les anciens États du Kâthiâwar ont été regroupés dans la nouvelle province du Saurashtra qui est devenue un état en 1950.
En 1956, le Saurashtra a fusionné avec l'État de Bombay, puis en 1960, l'État de Bombay a été divisé sur des considérations linguistiques en deux nouveaux États, le Goujerat et le Maharashtra.
L'enclave de Diu est restée aux mains des Portugais jusqu'en 1961 et à la suite de l'intervention de l'armée indienne, elle a été intégrée à l'Inde comme élément du territoire de Goa, Daman et Diu en 1962.

## Langues
Les habitants du Kâthiâwar parlent un dialecte gujarâtî, la kâthiâvâdî.